# 신정훈
신정훈(辛正勳, 1964년 12월 6일~)은 대한민국의 사회운동가, 정치인이다. 제19·21·22대 국회의원이다. 전라남도 나주시장(2002. 7.~2010. 2.)을 지냈다.

## 생애
1963년 12월 6일 전라남도 나주시 왕곡면 장산리 장사마을에서 태어났다. 마을 근처 양산초등학교와 영산포 읍내의 영산포중학교을 다녔고, 1982년 광주인성고등학교를 졸업하고 같은 해 고려대학교 정경대학 신문방송학과에 입학하였다.
1985년 고려대학교 신문방송학과에 재학중이던 신정훈은 서울 미국문화원 점거 농성을 하였고, 3년 가량 수감되었다.
출소 후 신정훈은 고향 나주로 내려와 배농사를 지으며 농부로 살았다. 신정훈은 나주농민회를 결성해 사무국장을 맡으며, 수세(水稅) 거부투쟁을 주도하다가 재수감되었다. 이때 배우자 주향득을 만나게 되었다.
출옥 후 1995년 제1회 민선 지방선거가 시작되자 나주지역 농민들의 지지로 전라남도의원에 당선되었으며, 당시 최연소 도의원이었다.
2002년 제6대 도의원까지 재임한 후 2002년 7월 민선 3기 나주시장으로 근무 시작하였고, 자치분권전국연대 상임대표를 동시에 지냈다.
2007년 8월 1일 민주화운동관련자명예훼복및보상심의위원회로부터 민주화운동관련자증서를 수여하였다.
민선 4기 나주시장에도 당선되었으나, 재직 중 업무상배임 유죄 판결로 시장직을 상실하였다. 이에 2010년 3월 18일 배우자 주향득이 '대타'로 나주시장 선거 출마를 선언했으나, 2010년 6월 치러진 지방선거에서 낙선했다.
20대 총선에 더불어 민주당 후보로 단수 공천되자 지역의 당원들이 반발하여 논란이 되었다.  2014년 7월 나주·화순 국회의원 재선거와 관련해 당내 경선과정서 금품살포와 매관매직 등의 의혹이 있으며 과거 나주시장 재임당시에 불법보조금 지원으로 국가재정에 손실을 입힌 후보가 된다는건 납득하기 어렵다며 당원들이 탈당을 선언하였다.

## 학력
- 양산국민학교 졸업
- 영산포중학교 졸업
- 광주인성고등학교 졸업
- 고려대학교 정경대학 신문방송학 학사

## 경력
- 전국수세거부대책위원회 총무
- 나주농민회 사무국장
- 1995년 6월 27일: 제1회 전국동시지방선거 당선(민선 1기, 전남 나주시 제3선거구, 무소속, 초선)
- 1995년 7월~1998년 6월: 제5대 전라남도의회 의원(민선 1기, 전남 나주시 제3선거구, 무소속, 초선)
- 1998년 6월 4일: 제2회 전국동시지방선거 당선(민선 2기, 전남 나주시 제2선거구, 무소속, 재선)
- 1998년 7월~2002년 6월: 제6대 전라남도의회 의원(민선 2기, 전남 나주시 제2선거구, 무소속, 재선)
- 2002년 6월 13일: 제3회 전국동시지방선거 당선(민선 3기, 전라남도 나주시장, 무소속, 초선)
- 2002년 7월~2006년 6월: 제3대 전라남도 나주시장(민선 3기, 무소속, 초선)
- 2006년 5월 31일: 제4회 전국동시지방선거 당선(민선 4기, 전라남도 나주시장, 무소속, 재선)
- 2006년 7월~2010년 2월: 제4대 전라남도 나주시장(민선 4기, 무소속, 재선)
- 자치분권전국연대 상임대표
- 2014년: 정당공천폐지 시민행동 공동대표
- 2014년 7월 30일: 2014년 상반기 재보궐선거 당선(전남 나주시·화순군, 새정치민주연합, 초선)
- 2014년 8월~2015년 12월: 새정치민주연합 전라남도당 나주시·화순군 지역위원회 위원장
- 2015년 3월~2015년 12월: 새정치민주연합 전국농어민위원회 위원장
- 2015년 5월~2015년 12월: 새정치민주연합 농어업담당 원내부대표
- 더불어민주당 정치혁신실천위원회 위원
- 2015년 12월: 더불어민주당 전국농어민위원회 위원장
- 2015년 12월~2017년 6월: 더불어민주당 전라남도당 나주시·화순군 지역위원회 위원장
- 2015년 12월~2016년 5월: 더불어민주당 농어업담당 원내부대표
- 2016년 6월: 더불어민주당 우상호 원내대표 호남특보
- 2017년 6월~2018년 3월: 대통령비서실 농어업비서관실 농어업비서관
- 2018년 3월~4월: 더불어민주당 제7회 전국동시지방선거 전라남도지사 예비후보
- 2018년 7월~: 더불어민주당 전라남도당 나주시·화순군 지역위원회 위원장
- 2020년 4월 15일: 대한민국 제21대 국회의원 선거 당선(전남 나주시·화순군, 더불어민주당, 재선)
- 2022년 3월~2023년 5월: 더불어민주당 원내선임부대표
- 2022년 8월~2024년 8월: 더불어민주당 전라남도당 위원장
- 2023년 2월~: 더불어민주당 기본사회위원회 부위원장
- 2024년 4월 10일: 대한민국 제22대 국회의원 선거 당선(전남 나주시·화순군, 더불어민주당, 3선)
- 2024년 9월~2025년 8월: 더불어민주당 참좋은지방정부위원회 위원장

#### 의정 활동
- 2014년 7월 31일~2016년 5월 29일: 제19대 국회의원(전남 나주시·화순군, 새정치민주연합→더불어민주당, 초선)
  - 2014년 8월~2016년 5월: 제19대 국회 후반기 농림축산식품해양수산위원회 위원
  - 2014년 11월~2015년 7월: 제19대 국회 국민안전혁신특별위원회 위원
  - 2015년 3월~2015년 8월: 제19대 국회 정치개혁특별위원회 위원
  - 2015년 5월~2016년 5월: 제19대 국회 후반기 운영위원회 위원
- 2020년 5월 30일~2024년 5월 29일: 제21대 국회의원(전남 나주시·화순군, 더불어민주당, 재선)
  - 2020년 6월~2022년 5월: 제21대 국회 전반기 산업통상자원중소벤처기업위원회 위원
  - 2020년 7월~2024년 5월: 국회 문화유산회복포럼 구성의원
  - 2021년 7월~2022년 5월: 제21대 국회 전반기 예산결산특별위원회 위원
  - 2022년 7월~2024년 5월: 제21대 국회 후반기 농림축산식품해양수산위원회 위원
  - 2022년 8월~2024년 5월: 제21대 국회 정치개혁 특별위원회 위원
- 2024년 5월 30일~: 제22대 국회의원(전남 나주시·화순군, 더불어민주당, 3선)
  - 2024년 6월~: 제22대 국회 전반기 행정안전위원회 위원장

## 범죄전력
- 공무집행방해, 공용물건손상: 징역 8월 - 1989년 12월 14일 선고[8]
- 도로교통법위반(음주운전): 벌금 150만원 - 2000년 9월 21일 선고[8]

### 미국문화원 집단 침입해 전투경찰대원 상해
1985년 5월 14일 연세대학교에서 거행된 전국학생총연합회 종료 후 『서울대·고대·연대·성대 등 4개 대학생이 함께 출입이 쉬운 미문화원에 들어가 농성을 하자』는 함운경의 제안에 따라 이정훈, 고진화 등은 참가자를 포섭하였고, 신정훈은 1985년 5월 15일 오후 10시경 고려대학교 「반민투」 사무실에서 고려대학교 사학과 4학년 이정훈에게 포섭되었다.
이정훈에게 포섭된 신정훈은 1985년 5월 16일 오후 3시경 성균관대학교 구내 선전위원실에서 함운경, 이정훈, 박선원, 고진화, 홍성영, 구자춘과 함께 7명이 회동하여 미문화원점거농성계획을 실행키로 재차 확정한 다음 실무 대표자들이 따로 만나 집결지 등 더욱 상세한점을 논의하기로 약속하였다.
1985년 5월 17일 오후 9시경 신정훈은 고려대학교 학생회관에서 참가대학교 실무자대표자로서 홍성영, 구자춘, 박중하와 회동하여, 홍성영이 미리 답사하여 작성된 미국문화원 위치 약도와 경비 상황을 점검하고, 농성시에는 미국대사관측에 주한미국대사와의 면담 및 내외신기자회견을 요구하기로 결정하였다.
1985년 5월 18일 오후 3시경 신정훈은 성균관대학교 총학생회실에서 함운경, 홍성영, 이정훈, 박중하, 구자춘, 박선원, 고진화와 회동하여 홍성영이 탐지하여 온 문화원 건물의 개략적인 내부 상황 및 부근 경비 상황을 확인 점검하고 일시에 난입할 경우의 적정한 범행 참가 인원을 검토한 결과 각 대학별로 15내지 20명 정도로 하자고 합의하였다.
1985년 5월 19일 오후 9시경 신정훈은 고려대학교 총학생회의실에서 함운경, 이정훈, 홍성영, 박중하, 구자춘, 노광호, 박선원, 고진화와 회동하여, 박선원 및 고진화는 문화원 난입 농성에 직접 참여하지는 않고 범행이 성공할 경우 즉시 그 사실을 각 대학에 전파하여 각 대학별로 범행 지지 시위를 일제히 전개할 것을 선동하기로 합의한 다음, 문화원 난입 후 농성장소를 문화원 도서관으로 확정하고 최영구, 함운경, 홍성영의 지시를 받아 검토하여 온 「외교관계에 관한 비엔나협약」을 분석하면서 미국문화원의 국제법상의 지위를 검토하여 위 문화원이 치외법권 지역이니 미국 측의 요청없이는 경찰의 진압병력이 들어올 수 없다는 결론을 내렸다.
1985년 5월 20일 오후 9시경 신정훈은 연세대학교 총학생회의실에서 함운경, 이정훈, 박중하, 구자춘, 노광호, 박선원, 고진화와 회동, 미국문화원 난입일시를 5월 23일 낮 12시로, 집결지는 각 대학별로 서울대는 플라자호텔 서편 25번 시내버스 정류장, 고려대는 롯데1번가, 연세대는 대한체육회 부근길, 성균관대는 롯데백화점 앞 인도, 서강대는 위 문화원 옆 삼성다방으로 각 확정한 다음 진입 방법을 토의하면서 진입을 저지하는 경찰경비 병력에 대항키위해 대학별로 참가자들이 돌, 건전지등을 준비하기로 합의하였다.
1985년 5월 21일 오후 7시경 고려대학교 서클룸에서 신정훈은 함운경, 이정훈, 홍성영, 박중하, 구자춘, 노광호, 최영구, 장영승, 박선원과 회동, 그동안 자신과 함운경, 이정훈 등 서울대, 연세대, 서강대, 성균관대의 다른 공범들이 반복탐지하여 온 결과를 종합하여 문화원의 현장 약도, 경찰 경비병력 배치 및 시간별 이동상황, 문화원 도서관의 상세한 내부 구조 등을 점검하고 난입 완료 즉시 도서관 안에 있는 열람객과 직원들을 내보낸뒤 총지휘는 이미 결정한 각 대학 대표를 통하여 함운경이 하기로 한다는 것 등을 확정한 후 난입시 경비병력의 제지를 돌파하기 위하여서는 참가자들이 돌 등을 준비하여 일제히 던지면서 한꺼번에 돌입하기로 합의하였다.
1985년 5월 22일 오전 10시경 신정훈은 고려대학교 신문방송학과 학회실 등지에서 이경희 등 4명을 참가자로 각 포섭하였다.
1985년 5월 22일 오후 1시경 신정훈은 연세대학교 총학생회실에서 함운경, 이정훈, 홍성영, 박중하, 구자춘, 노광호, 최영구, 장영승, 박선원과 회동, 미국문화원 난입 농성 계획을 최종적으로 점검하면서 각 대학별로 돌과 건전지등을 준비하여 그곳을 경비하는 전투경찰대원 등에게 일제히 던지되 미리 각 대학별로 2명씩 선정, 이들이 난입 직전에 위 도서관안으로 열람객을 가장, 침투하였다가 난입이 시작되면 도서관 안의 열람객등 을 밖으로 내보내는 임무를 수행하고, 사전침투완료의 신호방법으로 미리 들어갔던 인원 중 연세대측 1명이 내려와 현관 입구에 서있으면 노광호가 이를 확인하는 즉시 현관 앞으로 접근, 경비 중인 전투경찰대원을 잡아채면 연세대생들이 합세하여 그 전경을 한꺼번에 밀어붙이고 뒤따라 각 참가자들이 일제히 난입한다는 구체적 행동방법을 정하는 한편 난입시각을 오후 12시 5분으로 변경 확정하였다.
위와 같이 신정훈은 미국문화원 점거·농성에 참여한 5개 대학의 실무책임자로서 적극적으로 범행에 가담하였다.
1985년 5월 23일 오후 12시 5분 경 신정훈은 함운경, 홍성영, 최영구, 장영승, 이정훈, 박중하, 양동주, 구자춘, 조성환, 노광호, 박선원, 고진화와 함께 위와 같이 수차례에 걸쳐 5개 대학이 연계하여 미국문화원에 난입해 점거키로 결의한 바에 따라, 서울 중구 을지로1가 소재 미국문화원 건물 앞길에서 경비 근무중인 서울 남대문경찰서 소속 상경 송○○을 노광호가 갑자기 후려치고, 사전에 들어가 있던 6명 외에 자신을 포함한 나머지 함운경 등 5개 대학생 67명이 문화원 현관 쪽으로 몰려 들어가면서, 미리 준비한 돌과 건전지 등 위험한 물건을 문화원 경비 근무를 하다가 노광호 등을 붙잡으려던 송○○에게 일제히 던지고, 현관에서 난입하는 학생을 붙잡으려는 송○○을 박중하가 손과 발로 밀어 제치는 등 공동하여 폭력을 행사해 송○○의 공무집행을 방해하고 이로 인하여 송○○에게 전치 2주간의 비골골절 등 상해에 이르게 하였다(특수공무집행방해치상 공동정범, 형법 제144조 및 제30조 위반).
1985년 5월 23일 낮 12시 5분경 신정훈은 자신을 포함한 5개 대학생 73명과 공모 공동하여 서울 미국문화원 원장 버나드 제이 래빈(주한미대사관 국제교류처장(ICA)겸 공보담당참사관)이 관리하는 문화원 건물 안으로 일시에 몰려들어가 건물 2층의 도서실을 점거한 다음 같은 달 26일 낮 12시 5분까지 72시간 동안 농성하여 다중의 위력으로써 타인이 간수하는 건조물에 침입하였다(폭력행위등처벌에관한법률 제2조 및 제3조 위반, 건조물침입).
서울형사지방법원 합의12부는 신정훈에게 특수공무집행방해치상, 폭력행위등처벌에관한법률위반 죄로 징역 4년을 선고하였다.
1986년 2월 4일 서울고등법원은 원심판결을 파기하고 신정훈에게 특수공무집행방해치상, 폭력행위등처벌에관한법률위반 죄로 징역 3년을 선고하였다.
1988년 2월 27일 특별사면복권되었다.

### 무허가로 드라마 세트장 건설 및 기자 상해
나주시장 신정훈은 2006년 5월경부터 방영예정이었던 MBC 드라마 ‘주몽’ 세트장을 나주시 공산면 신곡리 산 2번지 일원에 신축함에 있어 위 지역에 건축물 등을 신축하기 위하여는 국토의계획및이용에관한법률에 의거 도시관리계획 변경결정을 받은 다음 각 관할관청으로부터 개별적으로 건축허가, 산지전용허가, 농지전용허가 등을 받아야 함에도 불구하고, 정상적인 행정절차에 따를 경우 오랜 기간이 소요되어 위 드라마 방영예정일까지 관련 인허가를 받아 세트장을 완성할 수 없게 되자 관련 인허가 없이 위 지역에 ‘주몽’ 세트장을 신축하기로 결정하였다.
2005년 10월 10일 관할관청으로부터 건축허가를 받지 아니하고 나주시 공산면 신곡리 산2 외 27필지 141,200제곱미터에 위 ‘주몽’ 세트장 제작회사인 올리브나인으로 하여금 동부여성, 졸본부여성, 철기제작소, 신단 등 세트장 건물(면적 합계 5,654제곱미터)을 건축하도록 하였다(건축법 제8조 제1항 위반).
같은 일 관할관청으로부터 건축허가를 받지 아니하고 보전산지인 나주시 공산면 신곡리 산2 외 12필지 52,034제곱미터에 위 올리브나인으로 하여금 위와 같이 세트장 건물을 건축하여 산지를 전용하도록 하였다(산지관리법 제14조 제1항 위반).
같은 일 관할관청으로부터 건축허가를 받지 아니하고 농업진흥구역 안의 농지인 나주시 공산면 232의 2 외 1필지 728제곱미터에 위 올리브나인으로 하여금 위와 같이 세트장 건물을 건축하여 농지를 전용하도록 하였다(농지법 제36조 제1항 위반).
2006년 4월 7일에는 관할관청으로부터 건축허가를 받지 아니하고 농업진흥구역 안의 농지인 나주시 공산면 백사리 190외 7필지 8,000제곱미터에 삼일종합건설로 하여금 위 세트장에 출입할 관광객들을 위한 주차장을 조성하여 농지를 전용하도록 하였다(농지법 제36조 제1항 위반).
2006년 11월 2일 16:50경 나주시 송월동 1100 소재 나주시청 시장 집무실에서 신정훈은 인터넷 나주뉴스 취재기자인 피해자 박OO이 사전에 자신에게 사실확인도 하지 아니하고 “신시장 부인 비자금 관련 계좌 의혹”이라는 내용의 기사를 보도하였다는 이유로 오른손에 쥐고 있던 보도기사 출력물로 피해자의 얼굴 부분을 1회 때리고, 이를 피해 시장 부속실로 나가는 피해자의 뒤를 따라가 욕설을 하며 양손으로 피해자의 윗옷을 잡아채 수회 흔들어 피해자에게 약 1주간의 치료를 요하는 안면부다발성찰과상 등을 가하였다(형법 제257조 제1항 위반, 상해).
2007년 5월 30일 광주지방법원은 건축법위반, 산지관리법위반, 농지법위반, 상해 죄로 신정훈에게 벌금 1500만원을 선고하였다.

### 무자격자에게 국가보조금 지급
2002년 7월 1일부터 나주시장으로 근무한 신정훈은 2003년 12월경 농림부에서 시행하는 총사업비 약 24억 8,400만 원 규모{국고보조금 7억 4,520만 원(30%), 지방비 지원금 4억 9,680만 원(20%), 자부담금 12억 4,200만 원(50%)}의 ‘2004 화훼생산(수출)단지 조성사업’과 관련된 국고보조금 및 지방비 지원금 지급업무를 총괄하는 자였다.
신정훈은 화훼생산단지 조성을 추진하면서 자부담 능력과 부지 등을 확보하지 못한 화훼영농조합에 2004년 5월 1차 보조금을 지급하였고, 이에 따른 법률적 문제점이 해결되지 않았는데도 규정을 위반해 2006년 2월 9억 2천여만원을 지급하여 국가와 나주시에 손해를 가하였다.
2008년 8월 28일 광주지방법원 제2형사부는 신정훈에게 무죄를 선고했다(2007고합236).
2009년 6월 4일 광주고등법원 형사1부는 신정훈에게 특정경제범죄가중처벌등에관한법률위반(배임), 보조금의예산및관리에관한법률위반 죄로 징역 3년, 집행유예 4년을 선고하였다.
2013년 1월 31일 형사면특별복권되었다.

## 역대 선거 결과
|  | 45.64% |

|  | 53.64% |

|  | 42.55% |

|  | 54.91% |

|  | 62.42% |

|  | 44.22% |

|  | 78.80% |

|  | 71.06% |

## 소속 정당
| 소속 정당 | 소속 정당      | 소속 기간 | 비고      |
| --------- | -------------- | --------- | --------- |
|           | 무소속         | 1995~2014 | 정계 입문 |
|           | 새정치민주연합 | 2014~2015 | 입당      |
|           | 더불어민주당   | 2015~2017 | 당명 변경 |
|           | 무소속         | 2017~2018 | 탈당      |
|           | 더불어민주당   | 2018~현재 | 복당      |

## 같이 보기
- 나주시·화순군
- 나주시의 국회의원
- 화순군의 국회의원
- 나주시장